# Пусковая система двигателя внутреннего сгорания

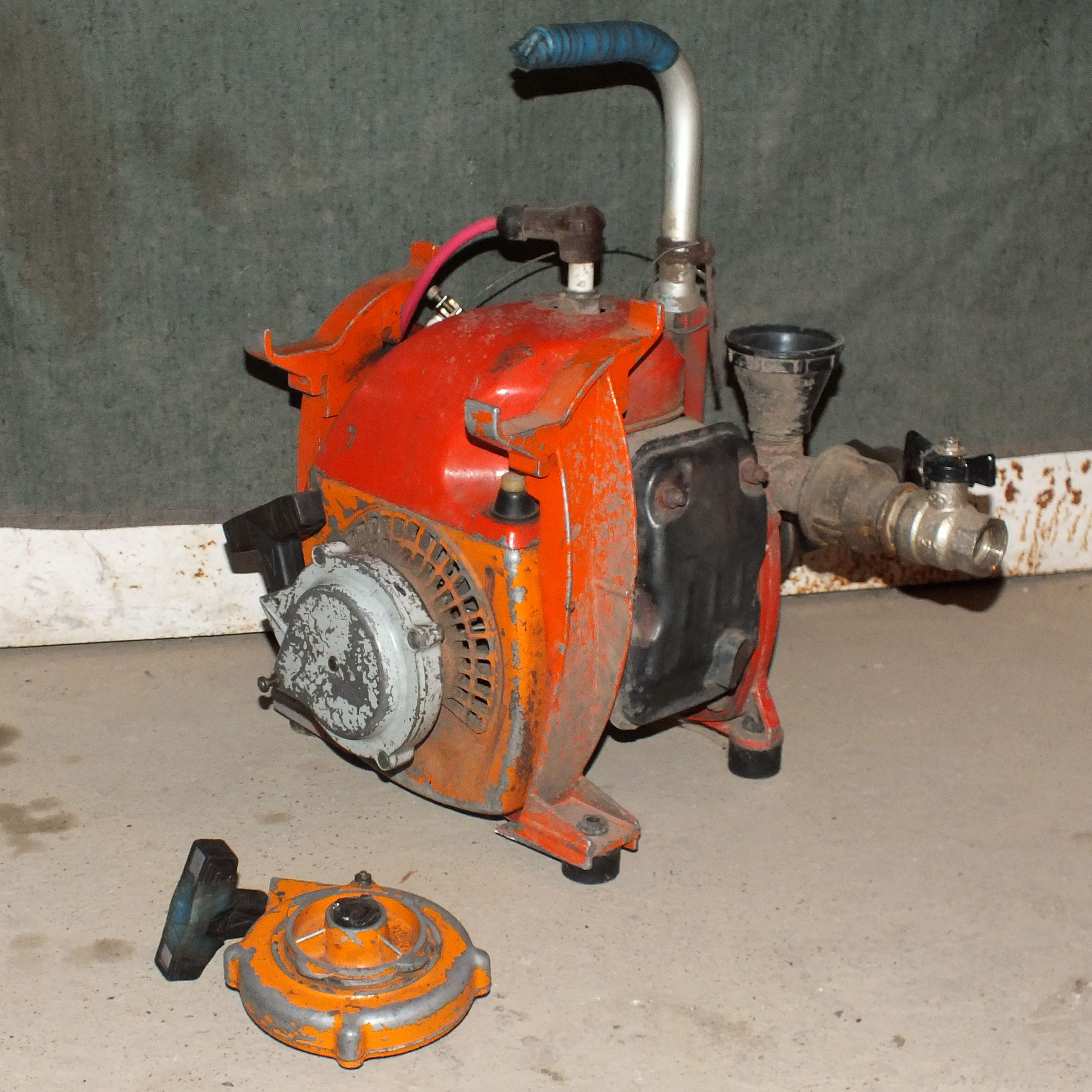
Центробежный насос «Нептун» для перекачки воды из открытых водоёмов. Двухтактный двигатель от бензопилы «Урал», ручной стартер съёмный (серого цвета). Запасной стартер лежит рядом.

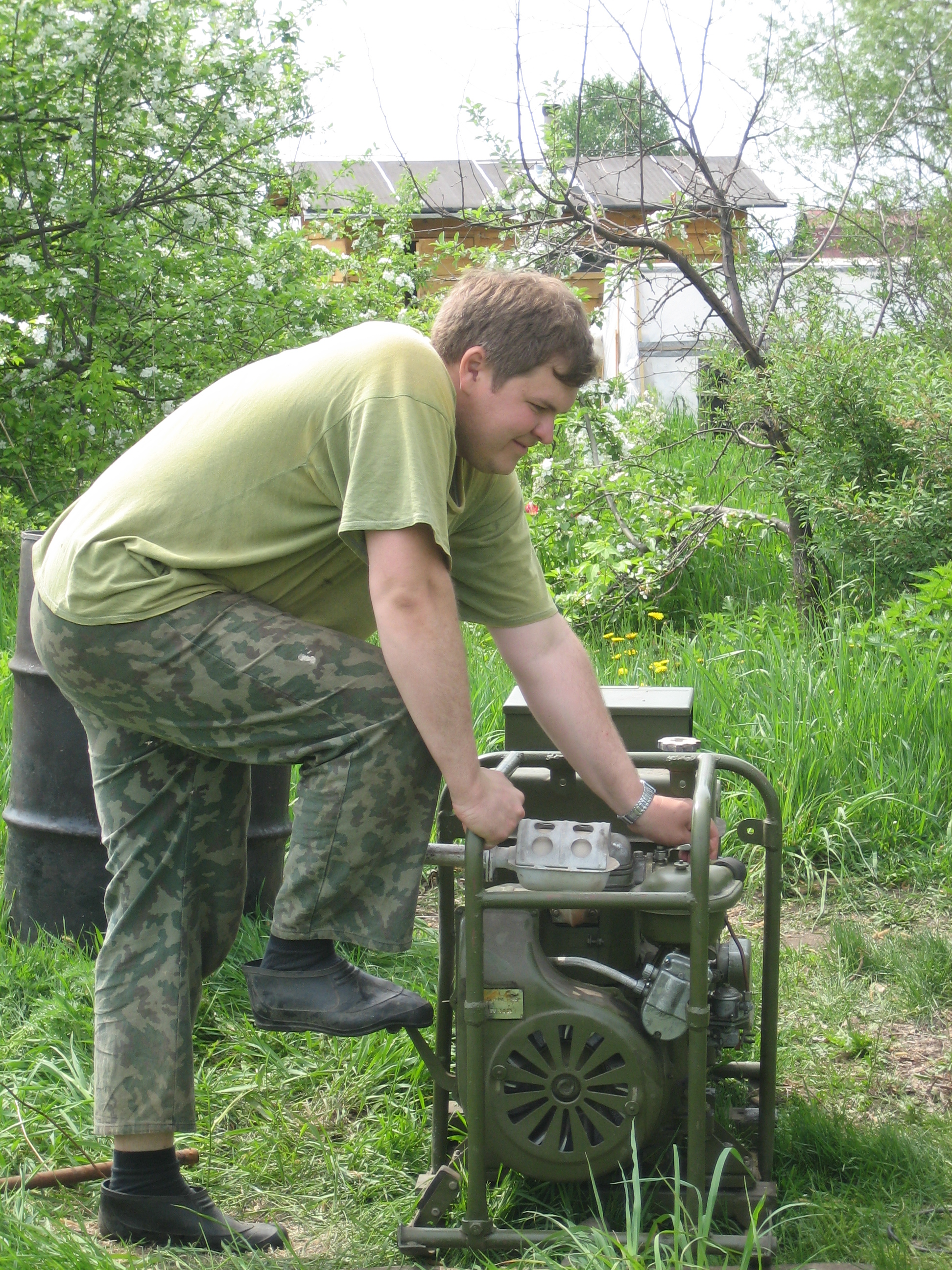
Запуск бензинового двигателя кик-стартером

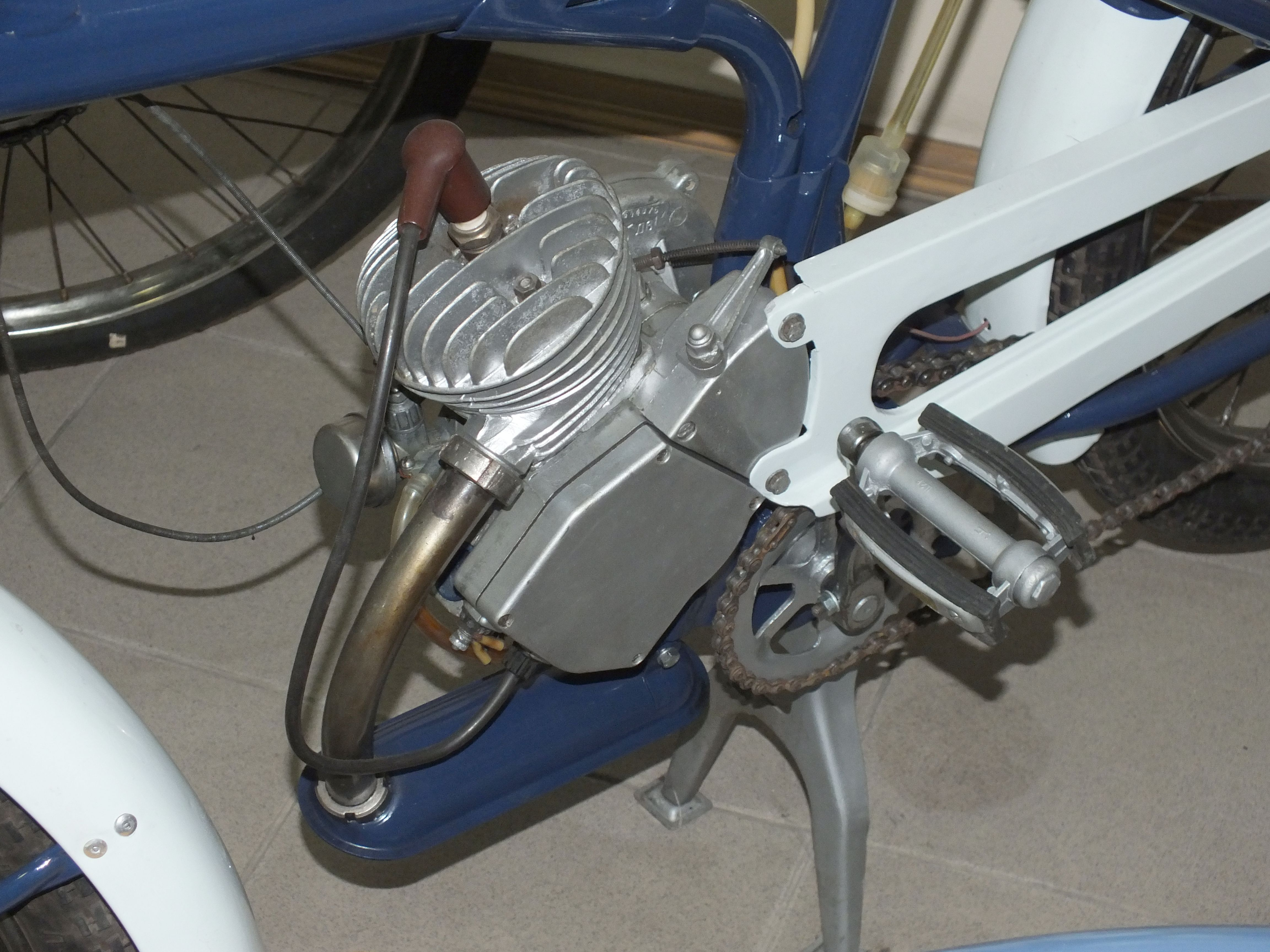
Двигатель Д-6 мопеда «Рига-11». Педалями можно «разогнать» мопед, затем включив сцепление, запустить двигатель. Вращением педалей можно помочь двигателю, например, на крутом подъёме.

Двигатель внутреннего сгорания любого типа не создаёт вращающего момента в неподвижном состоянии. Прежде чем он начнёт работать, его нужно раскрутить с помощью внешнего источника энергии. Практически используются следующие варианты:

## Мускульная сила человека
Используется при запуске двигателей небольшой мощности. На лодочных моторах, бензиновых и дизельных электростанциях малой мощности и бензопилах дёргают за тросик, намотанный на маховик или пусковой барабан (так называемый верёвочный стартёр); на мотоциклах используют резкое нажатие ногой на специальный рычаг (кикста́ртер); на мопедах — вращение педалей велосипедного типа; на автомобилях — проворачивают коленвал пусковой (заводной) рукояткой (в среде водителей получившей прозвище «кривой стартёр»). Также существует система пружинного стартера, в современных двигателях повсеместно заменённая кикстартерами, но применяется в компрессионных и калильных двигателях для авиамоделей. Мускульная сила всегда доступна и не зависит от заряда аккумуляторов и т. п. Однако такой метод запуска не очень удобен в эксплуатации; чаще он используется в качестве резервного. На современных автомобилях, в подавляющем большинстве случаев, использование «кривого стартёра» вообще не предусматривается. Помимо всего прочего, «кривой стартер» крайне травмоопасен при неправильном использовании.
Существуют также ручные инерционные стартеры, при которых ручкой (через повышающий редуктор) раскручивается небольшой маховик, а когда он запасет необходимое количество кинетической энергии, этот маховик через понижающий редуктор соединяется с коленвалом пускаемого двигателя. Такой способ позволяет повысить пусковую мощность и не создавать чрезмерных усилий на пусковой рукоятке. Такие стартеры устанавливались на часть тракторов, некоторые образцы бронетанковой техники, поршневые авиационные двигатели и небольшие судовые дизели, в том числе двигатели спасательных шлюпок.
Долгое время ручной способ был основным для запуска поршневых двигателей самолётов — коленвал авиадвигателя раскручивают, дёргая рукой пропеллер. Данный способ перестал применяться с ростом мощности моторов, поскольку мускульной силы уже просто не хватало, чтобы провернуть вал тяжёлого и мощного двигателя, зачастую ещё и снабжённого редуктором.
Ручные стартеры бывают как съёмные (после запуска отделяются от двигателя, как на бензопилах «Урал» и «Дружба»), так и несъёмные (большинство современных компактных двигателей). Пусковой трос может быть намотан на барабан с возвратной пружиной и храповым механизмом, а может наматываться на внешний обод маховика и слетать с него (старые лодочные моторы, тракторные «пускачи», стационарные двигатели типа ЗиД-4,5).

## Электростартёр

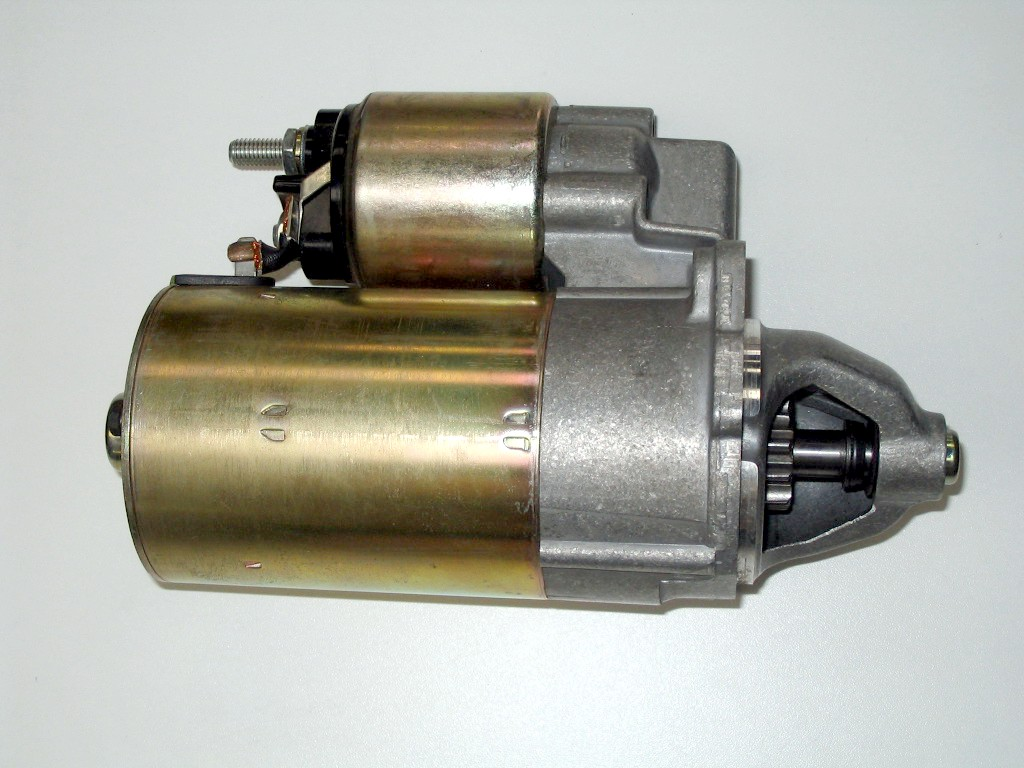
Электрический автомобильный стартёр.
Пусковая контактная группа стартёра (вверху слева, чёрного цвета). Втягивающее реле (соленоид, в центре вверху, малого диаметра, золотистого цвета). В серебристом корпусе — рычажная передача и обгонная муфта. Электродвигатель — большого диаметра, золотистого цвета.

Наиболее удобный способ, в современных автомобилях используется практически повсеместно, исключений очень мало. При запуске двигатель раскручивается коллекторным электродвигателем — машиной постоянного тока, питающейся от стартерной аккумуляторной батареи (после запуска батарея подзаряжается от генератора, вращаемого основным двигателем). При низких температурах обычно применяемые кислотные аккумуляторы теряют мощность, пусковая ёмкость их падает (главным образом — из-за снижения скорости химических реакций), а вязкость масла в системе смазки увеличивается. Поэтому стартерный запуск двигателя зимой затруднён, а иногда невозможен. При наличии электрической сети в этом случае возможен запуск от сетевого пускового устройства (практически неограниченной мощности).
Электродвигатели автомобильных стартёров имеют особую конструкцию с четырьмя щётками, которая позволяет увеличить плотность тока якоря и мощность стартера.

### Принцип работы электростартёра
При включении стартёра электрический ток (через реле включения, иначе сгорят контакты в замке зажигания) поступает на втягивающую обмотку реле (соленоид). Сердечник соленоида втягивается и через рычажную передачу вводит в зацепление шестерню электродвигателя стартёра с зубчатым венцом (большая шестерня) маховика. После этого замыкаются контакты реле стартёра, переключая питание на удерживающую обмотку соленоида и подключая стартер к батарее. Контактная группа реле обеспечивает очень большой пусковой ток — сотни ампер) После запуска ДВС муфта свободного хода (бендикс) отсоединяет вал якоря от венца маховика. После выключения стартёра бендикс возвращается в исходное положение. На старых автомобилях (например, ГАЗ-69, ГАЗ-63) тяговое реле (соленоид) отсутствовало, водитель включал стартёр педалью на полу кабины.

### Величина электрического напряжения на стартёре
На автомобилях с бензиновыми двигателями внутреннего сгорания номинальное напряжение бортовой сети составляет 12 вольт, мощные дизельные двигатели, требуя повышенной мощности стартера, как правило, имеют сеть с напряжением 24 вольта, при равном пусковом токе обеспечивая вдвое большую мощность и вдвое меньшие потери энергии в контактных парах и в проводах. На автомобилях, выпускавшихся в первой половине XX века, использовалось напряжение 6 (6,3) вольт (отсюда напряжение накала подавляющего большинства радиоламп, напрямую запитывавшихся от бортовой сети).
24-вольтовые аккумуляторные батареи серийно не выпускаются, вес ёмких 12-вольтовых батарей приближается к пределу физических возможностей человека, например, сухая батарея 6СТ-190 («КАМАЗ») весит 58 кг, а электролита нужно 12 литров.
На легковых автомобилях, микроавтобусах и малотоннажных грузовиках с дизельными двигателями небольшой мощности применяются 12-вольтовые стартёры (этого вполне достаточно).

## Вспомогательный двигатель внутреннего сгорания (пусковой двигатель, «пускач»)

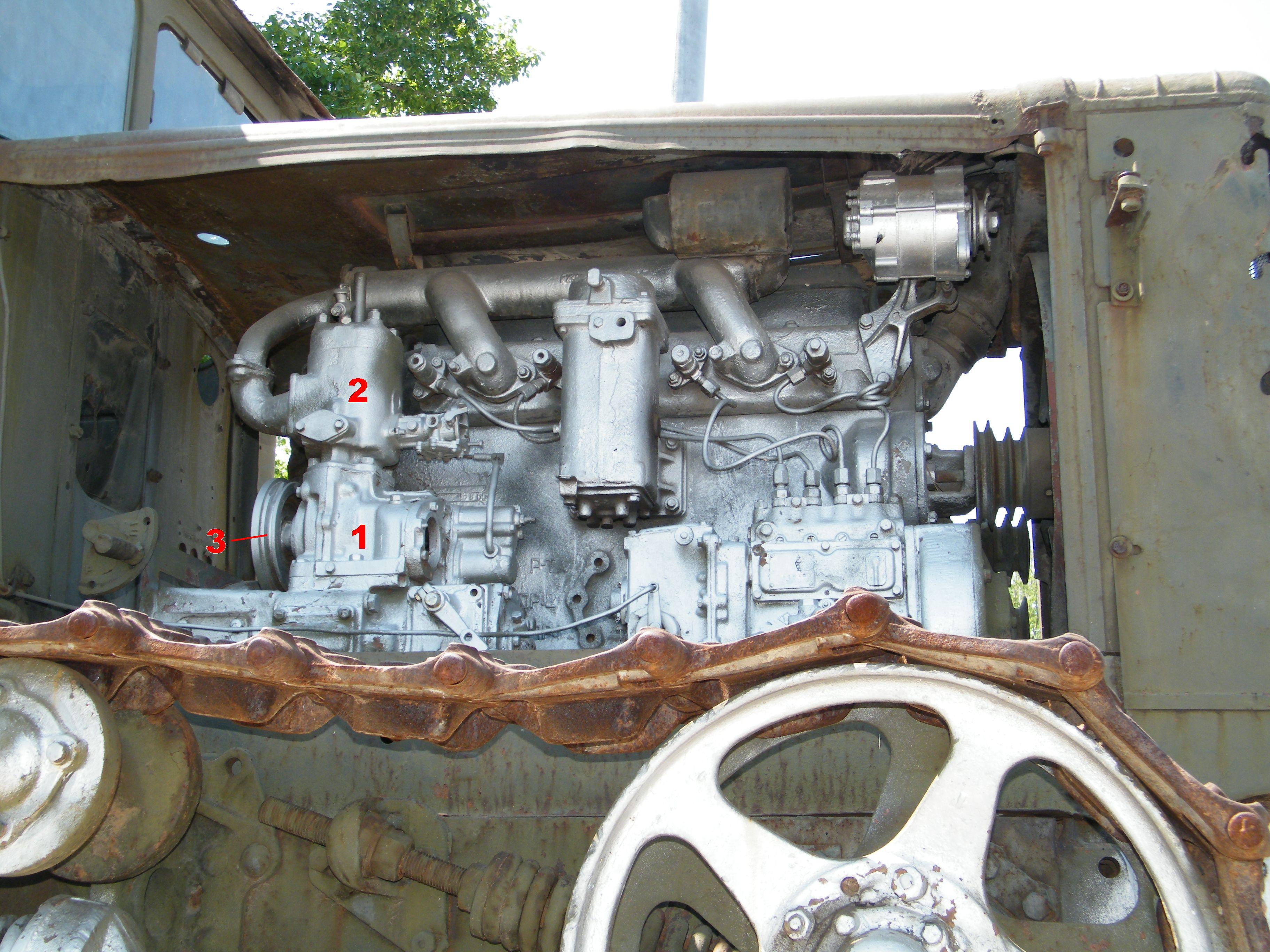
Пусковой двигатель ПД-10 на тракторе ДТ-54
1 — картер «пускача»
2 — цилиндр и рубашка водяного охлаждения
3 — маховик и ручей, на который наматывается верёвка, за которую дёргают при запуске.

Запуск дизеля даже относительно небольшой мощности требует существенных энергозатрат. Для их радикального уменьшения используется промежуточное звено — пусковой ДВС, так называемый пускач, имеющий значительно меньшую мощность; такой способ используется на многих типах тяжёлой техники и на тракторах. Пусковой двигатель обычно карбюраторный двухтактный, его мощность составляет около 8—10 % мощности основного двигателя. Несмотря на «архаичность» и некоторые неудобства, этот способ обеспечивает почти 100%-но надёжный запуск в самых тяжёлых условиях. Трактор или агрегат может эксплуатироваться вдали от населённых пунктов, где нет возможности контролировать состояние аккумулятора. Пусковой двигатель включён в систему жидкостного охлаждения, в холодную погоду он обеспечивает предпусковой подогрев главного двигателя. Сам же вспомогательный двигатель запускается либо вручную, либо электростартёром небольшой (по сравнению с потребной для пуска главного двигателя) мощности — так, дизель АМ-01 заводится посредством пускача, имеющего стартер, однотипный с мотором МеМЗ-968. Если пусковой двигатель запускается вручную, наличие и состояние аккумуляторной батареи вовсе несущественны («пускачи» имеют зажигание от магнето). После запуска и прогрева охлаждающей жидкости «пускач» соединяется с маховиком главного двигателя фрикционной муфтой или бендиксом с ручным управлением. При этом пусковой двигатель рассчитан на достаточно продолжительную работу под нагрузкой. Например, советский ПД-10 (двигатель мотороллера с водяной рубашкой у цилиндра и соответствующим фланцем крепления) может прокручивать коленчатый вал дизельного двигателя непрерывно в течение 10 минут. Недостатки такой системы пуска: необходимость выхода тракториста из кабины для запуска двигателя при механическом пуске с опасностью наезда трактора на тракториста в момент пуска главного двигателя, если в трансмиссии не выключена передача, обязательное наличие отдельного запаса бензомасляной смеси для питания пускача. Наибольшее применение пусковые двигатели получили в СССР, так как значительное количество дизельной техники эксплуатировалось в зимних условиях.
По мере совершенствования тракторных двигателей, электрических стартеров и аккумуляторов применение пусковых двигателей стало сокращаться, а с начала 2000-х годов практически сошло на нет.
Разновидностью пускового двигателя является турбостартер, который нашёл применение на газотурбинных двигателях, но применяется и на некоторых поршневых, например звездообразных судовых дизелях завода «Звезда». Представляет собой небольшой газотурбинный двигатель со свободной турбиной, соединённой через понижающей редуктор и разобщительную муфту с коленчатым валом запускаемого двигателя. Достоинства турбостартеров — компактность, небольшой вес, большая мощность, отсутствие необходимости в аккумуляторных батареях или пусковых баллонах большой ёмкости. Например, турбостартер ТС-21, имеющий массу с редуктором всего 70 кг, способен запускать дизель мощностью до 5000 л. с. Масса электрической или пневматической пусковой системы такого двигателя будет составлять несколько тонн. Недостатки — невысокая надёжность, по сравнению с системами электрического и воздушного пуска, и необходимость наличия отдельного бака с лёгким топливом (керосин или бензин) для турбостартера.

## Пневмозапуск

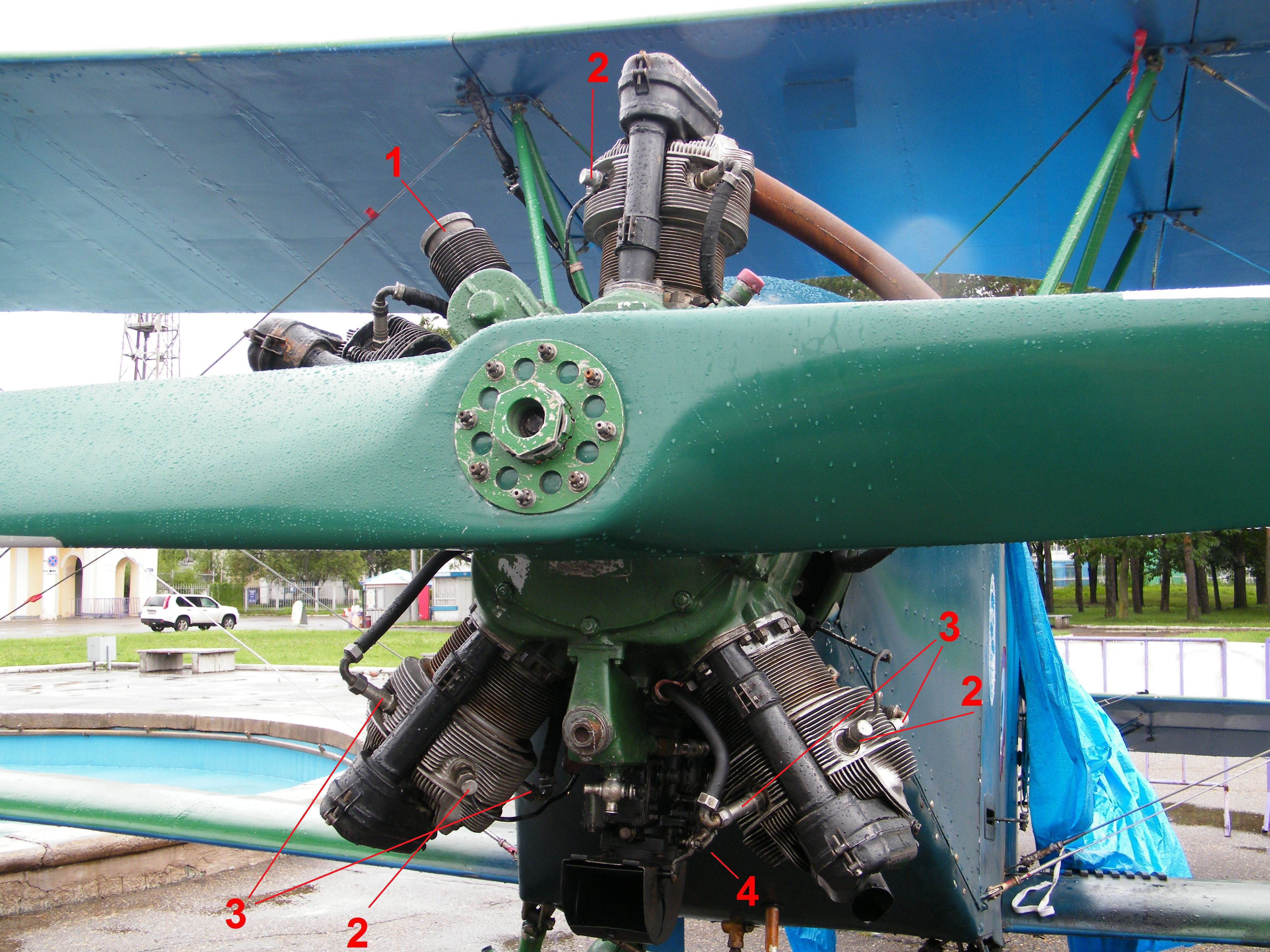
Авиационный двигатель М-11 на самолёте По-2:
1 — компрессор, пополняющий запас сжатого воздуха в газовых баллонах;
2 — форсунки, подающие сжатый воздух от воздухораспределителя в цилиндры;
3 — на каждый цилиндр по две свечи зажигания, соответственно два магнето (для надёжности);
4 — беспоплавковый карбюратор.

Сжатый воздух высокого давления используется для двух способов запуска больших дизелей на тепловозах, судах и бронетехнике.
1. Прямой пуск сжатым воздухом. Широко использовался в поршневой авиации, ныне распространён на судовых дизелях и на тепловозах с гидропередачей. В цилиндрах, кроме обычных впускных и выпускных клапанов, устраиваются дополнительные пусковые клапаны. Пусковой распределитель подаёт в них сжатый воздух в порядке работы цилиндров, толкая поршни, воздух раскручивает двигатель. Баллоны со сжатым воздухом пополняются либо от компрессора, приводимого главным двигателем при его работе, либо от любого стороннего источника. Согласно требованиям Российского речного регистра, наличие пневматического пуска обязательно для судовых двигателей мощностью свыше 200 кВт.
2. Пуск агрегатированным пневмостартером. Поршневые и турбостартёры используются для прямой замены электрических на двигателях стандартной комплектации. Ранее такой способ был основным для запуска мощных поршневых двигателей в авиации (АШ-82), главным образом из-за компактности и небольшого веса аппаратуры, а также ввиду отсутствия фатальной зависимости надёжного пуска от состояния аккумуляторной батареи. Например, турбинный стартёр размером ~12х28 см, подключаемый к стандартной 6-атмосферной пневмосистеме, по заявлению производителя, развивает мощность до 22 киловатт[4].

## Другие способы

### Буксировка транспортного средства
Автомобиль (как и мотоцикл) с механической КПП можно завести, перемещая его с включённой передачей любым доступным способом — буксируя другим автомобилем, или толкая руками (это называется «завести с толкача»), или скатывая его под уклон при выключенном сцеплении. После достижения определённой скорости сцепление плавно включают. Однако при таком способе есть некоторая вероятность поломки трансмиссии, особенно при промерзании масла, которая тем выше, чем более низкая передача включена; в руководствах по эксплуатации многих автомобилей есть запрет на такой запуск. Также производители не рекомендуют такой способ запуска для автомобилей, оснащённых каталитическими нейтрализаторами из-за возможности попадания несгоревшего топлива в катализатор с последующим его перегревом и выходом из строя. Автомобиль с автоматической коробкой передач завести с толкача невозможно за очень редким исключением, так как гидротрансформатор заполняется от масляного насоса только при работающем двигателе и крутящий момент передаваться с колёс через АКПП не будет. Исключениями являются автобус ЛиАЗ-677 и Mercedes-Benz W124, у которых АКПП содержит масляный насос, один из двух, работающий от выходного вала КПП и при буксировке создающий давление, достаточное для включения гидромуфт и передачи момента с выходного вала на двигатель.

### «В одиночку»
Разновидностью первого способа является ручное раскручивание одного из ведущих колёс автомобиля (например, при помощи намотанного троса), предварительно вывешенного с помощью домкрата при включённой одной из верхних передач, для защиты рук при этом необходимо использовать рукавицы. Главной особенностью способа является возможность запуска двигателя водителем в одиночку. Другое колесо стоит на земле, но на него вращение передаваться не будет благодаря дифференциалу.

### «Прикуривание»
При разряде аккумулятора можно подключиться к аккумулятору другого автомобиля (это называется «прикурить»). Делать это рекомендуют при неработающем двигателе автомобиля-донора, чтобы его электронная система не вышла из строя. Операция имеет смысл при исправности заводимого двигателя и его генератора.

### Маховик
Для запуска двигателя после кратковременного выключения предлагался маховик-накопитель: раскручиваемый двигателем при движении, он затем позволяет запустить двигатель, не разряжая аккумулятор.
В авиации и других областях нашёл заметное применение инерционный стартёр с предварительной раскруткой маховика от руки через редуктор или от маломощного электро- или пневмодвигателя. Ручной инерционный стартёр позволял запускать силами одного-двух человек двигатели мощностью в несколько сотен л. с. без декомпрессии; в частности, таким стартёром дополнялась система пуска известных немецких танков «Тигр» и «Пантера».

### Запуск с авторотации
Запуск авиационного поршневого и газотурбинного двигателей возможен в полёте при авторотации. Набегающий поток раскручивает через воздушный винт или турбину вал двигателя, при этом частота вращения вала увеличивается достаточно для обеспечения запуска. Запуск при авторотации является единственным способом запуска двигателя в полёте при отказе системы запуска. Невозможен запуск с авторотации вертолётных двигателей по причине наличия в трансмиссии муфты свободного хода и турбовинтовых двигателей со свободной турбиной. Для запуска с авторотации поршневого или классического турбовинтового двигателя воздушный винт должен иметь систему частичного расфлюгирования.

## «Экзотические» способы

### Direct Start (непосредственный запуск)
Немецкая фирма Bosch опубликовала в 2000 году результаты экспериментов по исследованию возможности прямого (без внешнего прокручивания) запуска бензинового двигателя с непосредственным впрыском топлива. Суть заключается в следующем: в неработающем двигателе с 4 и более цилиндрами в одном из цилиндров поршень стоит в начале рабочего хода. Зная положение коленчатого вала, можно рассчитать объём воздуха в этом цилиндре, впрыснуть туда необходимую дозу топлива и поджечь его искрой. Поршень начнёт двигаться, вращая коленчатый вал. Далее процесс развивается лавинообразно и двигатель запускается. Эксперимент был признан удачным, но, как заявляет руководство фирмы Bosch, до применения Direct Start на серийных автомобилях ещё далеко. По крайней мере, по состоянию на 2022 год информации о практическом применении Direct Start нет.
Подобную систему запуска имели некоторые двигатели начала XX века: вначале двигатель проворачивался вручную до наполнения одного из цилиндров горючей смесью, затем подавался импульс искрового зажигания, и при удачном стечении обстоятельств двигатель начинал работать. Самозапуск был возможен и в нефтяных двигателях: если в процессе нагрева калоризатора в цилиндре была свежая смесь, то после её вспышки двигатель, как правило, запускался, правда, направление вращения было непредсказуемым. Система остановки и перезапуска двигателя в холостом режиме i-stop от Mazda, как и другие подобные системы, позволяют сэкономить приблизительно 10 % топлива за счёт остановки двигателя автомобиля в режиме холостого хода. Но, в отличие от других систем, использующих стартер для перезапуска двигателя, система i-stop осуществляет перезапуск двигателя методом впрыска в один из цилиндров топливной смеси и дальнейшего её зажигания. Но, что интересно, стартер всё равно принимает участие в пуске двигателя, хоть на него и не ложится основная нагрузка. И хотя обороты двигателя в момент пуска поддерживаются стартерным мотором, специфика i-stop здесь состоит как раз в том, что двигатель работает почти полностью на энергии вспышки. Стартер просто помогает произвести пуск и «докручивает».

### Пиростартёр
Для запуска двигателя могут применяться газы от пиропатрона. Первоначальный вариант, известный с начала XX века на стационарных моторах и тракторах, предусматривал подачу пороховых газов прямо в цилиндр поршневого двигателя, причём патрон (как правило, холостой охотничий) мог воспламеняться ударом обыкновенного молотка. Более поздняя конструкция, появившаяся в 1930-х годах в авиации, представляла собой поршень, приводимый в движение пороховыми газами, при поступательном движении через винтовой валик проворачивавший торцевой храповик двигателя (так называемый Coffman starter). Пиростартёр до сих обязателен для двигателей спасательных шлюпок, так как в экстремальной ситуации на её борту может не оказаться других источников энергии для запуска. Встречаются пиростартёры и на некоторых двигателях для снегоходов.

## Зажигание, системы питания и смазки при запуске
Для двигателей с искровым зажиганием актуальна также проблема электроснабжения системы зажигания в момент запуска. Автомобильные генераторы с независимым возбуждением не могут работать без внешнего источника постоянного тока, поэтому, например, мотоциклы «ИЖ» и «Урал» не заводятся при разряженном аккумуляторе, хотя запуск производится кик-стартером, а не электростартером. Эта проблема решается использованием генератора с возбуждением от постоянных магнитов (как на мотоциклах «Минск» и «Восход» и всей современной лёгкой мототехнике) или магнето, которые дают ток сразу, однако такие генераторы имеют меньшую мощность. Проблема становится намного слабее при использовании электронного зажигания, но и оно неспособно работать при полностью разряженной аккумуляторной батарее. Это значит, что даже при вращающемся моторе (например, буксируемая машина) искры не будет.
В дизельных двигателях, где на рабочих режимах распылённое топливо воспламеняется от воздуха, нагретого сжатием в цилиндре, для упрощения холодного пуска часто применяются свечи накаливания — низкоомные спирали внутри камеры сгорания, нагреваемые током от аккумулятора до выхода двигателя на устойчивую работу.
Кроме проблем с энергетикой системы зажигания, существует также проблема со смесеобразованием при пуске холодного двигателя.
При низких температурах топливо плохо испаряется. Чтобы не допустить обеднения рабочей смеси, в систему питания вводятся различные пусковые устройства (воздушная заслонка в карбюраторе; утопитель поплавка на старых мотоциклах; клапан дополнительной подачи топлива с задержкой отключения после пуска) или увеличивается подача впрыска. Неиспарившийся излишек бензина попадает в цилиндры в виде капелек, которые оседают на холодных внутренних поверхностях. Топливо может «залить» свечу зажигания, вызывая утечку тока по мокрому изолятору свечи и, тем самым, отсутствие искрового пробоя или значительное ослабление искры. Бензин, стекающий по стенкам цилиндра, смывает масляную плёнку, и без того недостаточную после стоянки, вызывая очень заметный дополнительный износ ЦПГ, вплоть до задира поршней.
В современных автомобилях производителем нередко предусмотрен режим «продувки» цилиндров, при котором прекращается активная подача топлива, а работа поршней освобождает объём от излишков топлива. Чтобы использовать данный режим необходимо до упора выжать педаль газа и начать прокручивать стартер. На некоторых мотоциклах для этой цели на цилиндрах стоит клапан декомпрессора.
Для пуска двигателя при низких температурах применяются различные «пусковые жидкости» на базе эфира, известного своей летучестью (температура кипения 34 °C) и лёгкостью воспламенения. Такую жидкость впрыскивают из аэрозольного баллончика во впускной коллектор непосредственно перед попыткой пуска. На северные и военные версии некоторых автомобилей система впрыска эфира при запуске устанавливается штатно.
В системе смазки при пуске, особенно холодного двигателя, также возникают проблемы. При первых оборотах детали двигателя работают фактически без принудительной смазки, пока не наполнятся каналы подачи масла и не образуется масляный туман в картере. В сменном масляном фильтре имеется обратный клапан, не дающий маслу стекать из каналов на стоянке; своевременная замена фильтра важна и с точки зрения сохранения свойств резинки клапана. На морозе масло густеет, и насос не сразу начинает подавать его в полном объёме. Поэтому могут возникнуть задиры основных трущихся пар при резкой даче «газа» сразу после старта. Во избежание этого явления на больших и сложных двигателях иногда применяется предварительный подкачивающий электронасос, работающий параллельно с основным. Обычные моторы автомобилей и мотоциклов следует просто заводить в соответствии с инструкцией производителя, и при проблемах — не «газовать», как только «схватило», а отрегулировать двигатель и устранить обнаруженные неисправности.

## Предпусковой подогреватель
Для облегчения пуска при минусовой температуре, а также для предотвращения замерзания охлаждающей жидкости (особенно воды) на длительной стоянке на двигатель может быть установлен предпусковой подогреватель. Тепловая мощность его, как правило, единицы киловатт, что позволяет за разумное время (порядка получаса) довести температуру блока перед пуском до близкой к рабочей. Чаще всего представляет собой включённый в систему охлаждения автономный автоматизированный котёл с горелкой на том же топливе, что и сам двигатель; на стоянке играет ещё и роль автономного отопителя. Может также быть электрическим — отдельным или встроенным непосредственно в блок цилиндров (в последнем случае не нужен дополнительный циркуляционный насос), с питанием от внешней электросети. Известен вариант с теплообменником, получающим тепло, в том числе бросовое низкотемпературное, от централизованной отопительной или паровой системы предприятия. У предварительно подогретого двигателя не только облегчается пуск, но и радикально уменьшается пусковой износ (за счёт исключения конденсации топлива на стенках цилиндров и работы системы смазки сразу с маслом нормальной температуры и вязкости), что в северных условиях решающим образом сказывается на долговечности двигателя, и даже в умеренном климате вполне может оправдать затраты на установку и питание подогревателя. Следует иметь в виду, что автоматика автономного котла потребляет от аккумулятора мощность порядка 10-30 ватт — это может оказаться критичным при долгой работе на стоянке.